# 戈尔巴乔夫的必胜客广告
戈尔巴乔夫的必胜客广告是前苏联共产党中央委员会总书记米哈伊尔·戈尔巴乔夫1998年为美国连锁餐饮品牌必胜客拍摄的电视广告。广告短片于1997年11月在红场及莫斯科别处一家必胜客餐厅拍摄，1998年1月在俄罗斯以外地区播放。广告中，必胜客餐厅内的一家人大谈戈尔巴乔夫的政治遗产，其中两位男子出现激烈争锋，直至一位女子说戈尔巴乔夫给他们带来了必胜客。事后戈尔巴乔夫利用广告费资助名下基金会的项目。

## 背景

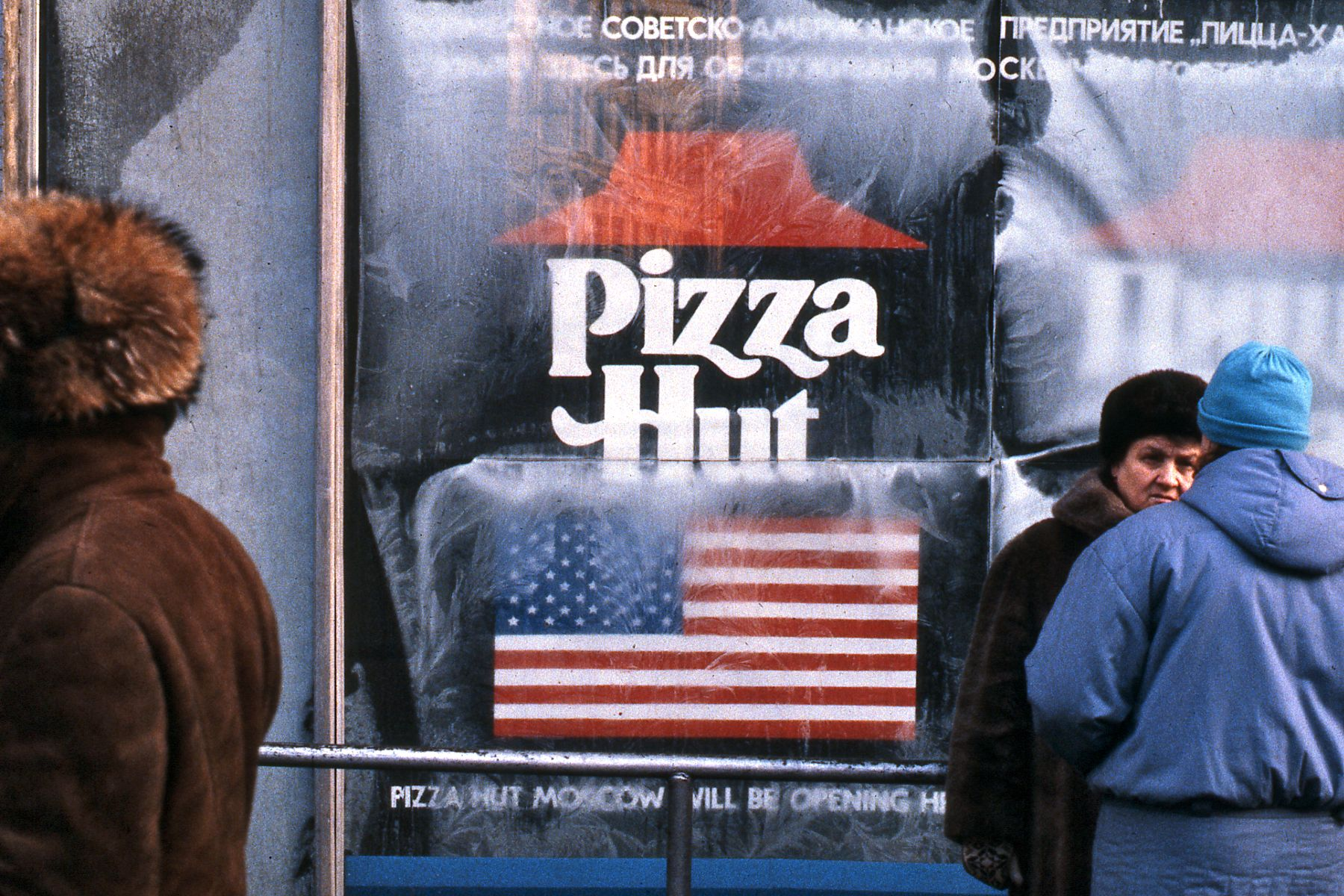
莫斯科必胜客开业前的景象，摄于1990年

莫斯科首家麦当劳开业几个月后，首家必胜客餐厅也于1990年开业，属于第一批在戈尔巴乔夫经济改革政策带动下于苏联俄罗斯营业的外资餐厅。在莫斯科开必胜客的想法源于苏联驻美大使阿纳托利·多勃雷宁与必胜客母公司百事公司首席执行官唐纳德·肯德尔私底下的一段友情，两人的关系促成了苏联与美国企业有史以来最大的一次交易。后来随着苏联解体，必胜客的供应链被摧毁，双方安排告吹。
必胜客此前的广告大多委托天联广告制作。据天联广告艺术总监泰德·谢恩（Ted Shaine）回忆，当时必胜客“听闻（戈尔巴乔夫）愿意做点事情”，其他人则认为天联广告应自行构思。
经过几个月的努力，双方达成协议。之后国际管理集团的凯蒂·奥尼尔·比斯特里安（Katie O'Neill Bistrian）前去寻找戈尔巴乔夫洽谈。双方的沟通非常漫长，部分原因在于戈尔巴乔夫一方面想增加广告费，一方面又对自己的亮相感到犹豫。戈尔巴乔夫的妻子赖莎·戈尔巴乔娃也担心广告有损声誉。最终戈尔巴乔夫同意了协议，前提是最终脚本要由他本人亲自拍板。另外戈尔巴乔夫明确提出他不吃比萨，称“我是前国家元首，我不能吃披萨”；尽管这一点让必胜客感到失望。奥尼尔·比斯特里安建议安排戈尔巴乔夫的家人吃比萨，而这个重任最终落到了戈尔巴乔夫孙女的头上。
苏联解体后，戈尔巴乔夫在俄罗斯国内不受欢迎，但俄罗斯官方仍为其提供每月四千卢布的退休金，由于苏联解体后的恶性通货膨胀，1994年时其每月退休金仅相当于两美元。此外，苏联解体后的戈尔巴乔夫多次公开批评叶利钦，后者领导的俄罗斯联邦政府遂以多种形式干扰戈尔巴乔夫基金会的工作，最终停止资助基金会。1996年俄罗斯总统选举中，政治声望跌落谷底的戈尔巴乔夫在第一轮仅获得0.5%的选票，此后其频繁演讲的报酬与他人捐助皆无力维持基金会运转，戈尔巴乔夫最终尝试利用其在国外的声望获取资金。尽管戈尔巴乔夫从未透露自己收到的确切金额，外界还是认为他收到的广告费是有史以来最高的。据《纽约时报》报道，部分报告显示戈尔巴乔夫收到的報酬将近100万美元（2024年约合200万美元）。在美国有线电视新闻网的采访中，戈尔巴乔夫表示广告费将用在戈尔巴乔夫基金会上面：
|  | 我目前正在兴办一个图书馆和一个经济改革的档案馆，这些计划都需要一定的钱。经济改革政策给俄罗斯乃至全世界带来了动力，所以在这两个中心保存所有文件记录是十分重要的。它是我人生中相当重要的一部分。它不仅仅是消费，也是社交。如果我不觉得这样做对人民有益，我也不会同意（这样做）。 |

## 内容
广告开头是基督救世主主教座堂和馴馬場廣場的俯拍镜头，从莫斯科四季酒店的角度拍摄，地面覆盖着皑皑白雪。戈尔巴乔夫撑着雨伞、拉着孙女阿纳斯塔西娅·维尔甘斯卡娅（Anastasia Virganskaya）漫步在大雪中，背景中的聖瓦西里主教座堂清晰可辨。之后爷孙俩走进红场的必胜客餐厅，在角落里的桌子落座。
与此同时，有一家人在另一张桌子就座。一家人中的父亲（理查德·马纳饰）看到戈尔巴乔夫进来，开始大声抱怨：“就是因为他，我们的经济才会这么混乱。”他的儿子略有微辞：“就是因为他，我们才有机会。”父亲反驳道：“就是因为他，我们的政局才动荡。”“就是因为他，我们才有自由。”“彻底的混乱才是！”“希望！”激烈交锋之中，母亲插话：“就是因为他，我们才有许多事情......譬如必胜客。”一家人随即和解，并与餐厅里的其他人举着披萨块向戈尔巴乔夫致敬。随后镜头切到戈尔巴乔夫身上，展现出他沉浸在大家关注中的样子。
之后旁白出现：“有些时候，没有什么比必胜客一块热腾腾的美味比萨更能把大家聚在一起了。”众人的欢呼声愈发嘹亮，仿佛响彻整个莫斯科。片尾出现了口号“美味披萨，与友共享”（Good friends. Great pizza）。另一个版本的口号为“你也曾这般心惊胆颤吗？”（Have you been to the edge?）。

## 制作

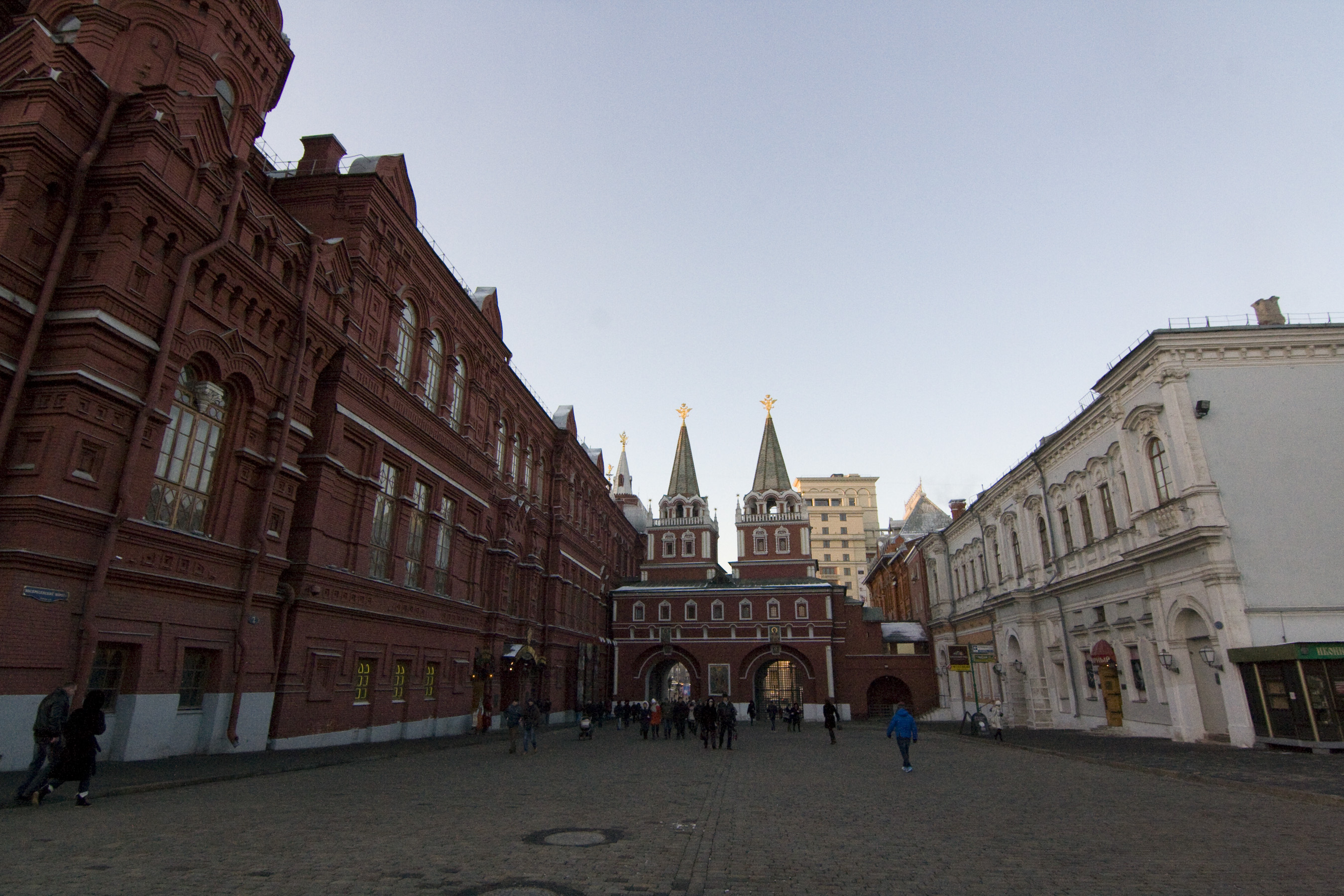
广告中的白色建筑就是右边的楼（实际上是珠宝店），中央处是同样在广告中出现伊伯利亞門和禮拜堂。

1997年11月，凯蒂·奥尼尔·比斯特里安、导演彼得·斯米利（Peter Smillie）与其他人飞抵莫斯科。前期制作耗时数天，主体拍摄需时两天。戈尔巴乔夫乘坐高档轿车姗姗来迟。拍摄期间，红场临时封闭一天。片中红场的必胜客实际上是珠宝店，当时为了配合广告拍摄而进行改装。室内场景则于莫斯科的一家必胜客餐厅拍摄。为了拍摄红场和几座教堂的镜头，摄制团队把胶片摄影机架设在克里姆林宫。天气条件也带来了一些挑战，这意味着气温和光照都很低。影片由Crew Cuts的克莱顿·赫默特（Clayton Hemmert）事后剪辑。赫默特在塑造广告结尾的工作上发挥关键作用，负责加入混响和重叠众人的呼喊。影片制作成本预计达数百万美元。《生意人报》称，在此之前必胜客广告代言人最高的收入为15万美元。

## 广播和反响
广告于1998年1月1日在1998年玫瑰碗橄榄球赛上首播；由于大量俄罗斯媒体批评戈尔巴乔夫参与广告拍摄，广告不在当地播放。几年后，影片多次成为網絡爆紅短片。2010年，广告入选《时代》杂志“十个最令人尴尬的名人广告”榜单。在2014年的一篇文章中，《惊悚派》将广告列入11个最奇怪的名人代言广告榜单。2010年接受俄罗斯杂志《Snob》采访时，戈尔巴乔夫表示自己也收到许多支持信。

## 分析
马萨诸塞大学阿默斯特分校政治学助理教授保罗·穆斯格拉夫（Paul Kusgrave）认为戈尔巴乔夫是广告中事件的旁观者。在他看来，这部广告“当成电影看是很美丽，但作为广告很奇怪”，充分利用了前国家领导人亮相的冲击力。广告播出的时候，戈尔巴乔夫在国外的声望比国内还要高。
2012年，丹佛大学艺术、人文与社会科学分部助理教授娜迪亚·卡内娃（Nadia Kaneva）和南伊利诺伊大学爱德华维尔分校艺术与科学系教授艾尔莎·伊布罗舍娃（Elza Ibroscheva）认为广告“证明了资本主义比共产主义好”，因为资本主义的建立“让必胜客到来变得可能”。在她们看来，戈尔巴乔夫在必胜客广告及2007年路易威登平面广告（由安妮·萊柏維茲拍摄）的亮相证明“共产主义已逝，新的资本主义和消费主义秩序获胜”，同时戈尔巴乔夫转变成“西方大牌的广告代言人”，“其标志性地位因市场营销被招安”，成为了反讽“他的政治形象在后共产主义时代大背景下变得无关紧要”的标志。俄罗斯学者S.I.香帕罗娃认为广告体现当时西方对戈尔巴乔夫的认知，即其在俄罗斯民众与政治中的影响力与日俱增。。

## 后续

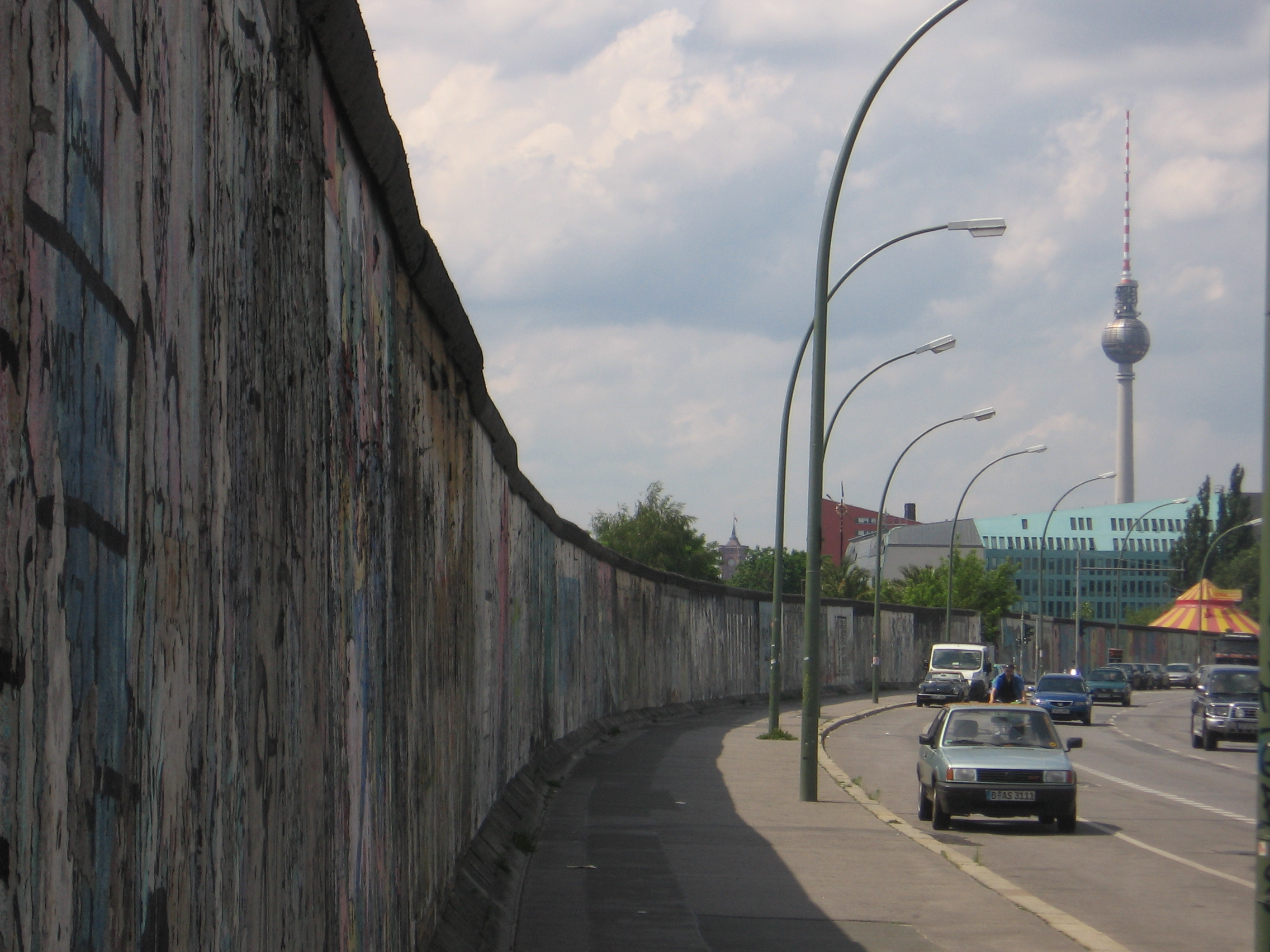
1989年，柏林墙在戈尔巴乔夫任内倒塌。图为柏林墙的残存部分。

1998年10月，必胜客离开莫斯科。2022年俄罗斯入侵乌克兰期间，必胜客暂停在俄50家门店的运营。
1997年接受美国有线电视新闻网采访时，戈尔巴乔夫表示自己无再次拍摄广告的计划。然而到了2000年，戈尔巴乔夫亮相了德姆纳、梅利切克和伯格曼为奥地利联邦铁路在维也纳拍摄的广告。广告以“联邦铁路的经济改革”为口号，在维也纳弗洛里茨多夫火车站拍摄，2000年5月10日由奧地利廣播集團电视台首播。2007年，戈尔巴乔夫亮相安妮·萊柏維茲为路易威登拍摄的平面广告，当中戈尔巴乔夫坐在一辆汽车里，旁边是柏林墙的残余部分。有别于必胜客广告，该广告有在俄罗斯出现。戈尔巴乔夫向《卫报》表示，1998年俄罗斯金融危机期间，他损失了所有积蓄。